# Suzdal
Suzdal (în rusă Суздаль) este un oraș în regiunea Vladimir, Rusia.